# Jimmy Scott (zanger)
James Victor "Jimmy" Scott (Cleveland (Ohio), 17 juli 1925 – Las Vegas, 12 juni 2014) was een Amerikaans jazzzanger die bekendstond om zijn hoge stem. Zijn eerste hit was Everybody's Somebody's Fool in 1949. Zijn grootste successen kreeg hij later in zijn leven, vanaf 1992 met het comeback-album All the Way. Dat album leverde hem een nominatie op voor de Grammy Awards. In 2004 verscheen de documentaire If you only knew over hem, door Matthew Buzzell.
Scott trad op met onder meer Elton John, Lou Reed, Michael Stipe, Sting, Charlie Parker, Lester Young en Charles Mingus. Ook zong hij het lied Sycamore Trees van regisseur David Lynch in de serie Twin Peaks.
Hij zong tweemaal bij de inauguratie van Amerikaanse presidenten Eisenhower (1953) en Clinton (1993). Beide keren zong hij "Why Was I Born?".

## Stem
Scott had een typische, hoge stem. Die kreeg (of behield) hij door het syndroom van Kallman. Die belemmerde zijn groei. Hij werd niet groter dan 1,50 meter, en hij kreeg nooit de baard in de keel. Pas op zijn 37e groeide hij nog 20 centimeter.
Ondanks zijn hoge, jonge stem zong Scott expressief en met veel dramatiek. Hij zong altijd 'na de tel'. Om deze techniek werd hij geprezen door Billie Holiday, Nancy Wilson, Dinah Washington en Madonna. Madonna verklaarde na een concert van Scott in 1994 in New York dat hij de enige zanger was die haar ooit aan het huilen had gemaakt.

## Biografie
Scott had een moeilijke jeugd en verloor zijn moeder toen hij 13 was.
In 1949 nam hij het succesvolle nummer "Everybody's Somebody's Fool" op met de band van Lionel Hampton. Dat deed hij onder de naam Little Jimmy Scott. Zijn naam kwam echter nooit op het album en hij kreeg nooit royalty's voor deze jukebox-hit.
Bejubelde platen in 1963 (geproduceerd en begeleid door Ray Charles) en in 1969 werden uit de handel genomen omdat een oud platencontract het hem verbood (hoewel die platenfirma niets meer deed voor Scott).
Daarna diende Jimmy Scott zijn carrière noodgedwongen stop te zetten, en aanvaardde allerlei baantjes om de huur te kunnen blijven betalen.
Hij werd pas echt herontdekt in 1991, toen een producer van Warner Bros. Records hem hoorde zingen op de begrafenis van een vriend uit de muziekwereld. Hij nam de albums "All the Way" en "Heaven" op en hij zong mee op het album "Magic and Loss" van Lou Reed.
In 2007 kreeg hij de hoogste jazzprijs van Amerika, de National Endowment for the Arts Jazz Master Award.
Scott stopte met optreden en tournees in 2012, maar ging door met opnemen tot een maand voor zijn dood in 2014. Hij leed aan hartfalen en was een stevige roker en drinker. Hij stierf op 14 juni 2014 aan een genetische hormoonafwijking.
- Bibsys: 8056990
- Biblioteca Nacional de España: XX1116657
- Bibliothèque nationale de France: cb13959650j (data)
- Gemeinsame Normdatei: 130202843
- International Standard Name Identifier: 0000 0000 7822 8428
- Library of Congress Control Number: no91029960
- MusicBrainz: 37868418-e2f2-4a1b-9517-165abac8b02b
- Nederlandse Thesaurus van Auteursnamen: 244703337
- LIBRIS: 215052
- SNAC: w6n91z17
- Système universitaire de documentation: 112943381
- Virtual International Authority File: 29508247
- WorldCat: E39PBJwtgQHm8PFB9gTqt7D8YP